# 牧原穂の花
牧原 穂の花（まきはら ほのか、1998年11月14日 - ）は、日本の女優、ミュージカル女優である。愛知県出身。

## 経歴
- 2014年 『SHIMADA MUSIC FESTIVAL 』グランプリ
- 2015年 『日本全国高校 ダンス部選手権 ダンススタジアム』準優勝
- 2016年 『NFCC全国高校ダンスコンペティション』準優勝
- 2016年 『全国高校・大学ダンスフェスティバル神戸』日本女子体育連盟会長賞
- 2017年 宝塚音楽学校入学試験 第1次・第2次試験合格 最終試験進出

## 人物
- 趣味は料理、ヘアーアレンジ、映画鑑賞、舞台鑑賞
- 特技はジャズダンス、モダンバレエ、歌唱、剣道（初段）

## 出演

### 舞台・ミュージカル
- 舞台「Hanauma　～聖者達のミステリーツアー～」（2019年1月） - サーシャ
- HIROSE PROJECT LIVE vol.28「キミと星空2019」（2019年8月15日～19日　ラゾーナ川崎プラザソル） - シャル
- ミュージカル座10月公演「boy be...」（2019年10月9日～14日　六行会ホール） - メロニー[1]
- ミュージカル座3月公演「ロザリー」（2020年3月4日～9日　六行会ホール） - デルフィーヌ[2]
- ミュージカル・ギルドq．第17回公演「あした天使になあれ2020」（2020年5月20日～24日　伝承ホール） - 馬場典子(新型コロナウィルスのため公演延期)[3]
- ミュージカル座7月公演「スワンダフル」（2020年7月8日～13日　六行会ホール） - 堀かよこ／ブランチ(新型コロナウィルスのため公演中止)[4]

### TV
- 2018年8月　CX「健康で文化的な最低限度の生活」
- 2019年1月　WOWOW「連続ドラマW 盗まれた顔～ミアタリ捜査班～」
- 2019年7月　KTV「時空探偵おゆう 大江戸科学捜査」

### Movie
- 2019年5月　映画「賭ケグルイ」 - ビレッジ役

### CM
- 2018年11月　カロリーメイトCM「心の声」編 - 歌声出演